# Pim Blanken
Willem (Pim) Blanken (Rotterdam, 11 mei 1940 - Hilversum, 25 oktober 2016) was een  Nederlands burgemeester. Blanken was lid van het CDA.

## Loopbaan
Hij studeerde rechten en was van 1974 tot 1981 burgemeester van Lopik. Hierna van 1981 tot 1986 burgemeester van Goes. Hier realiseerde hij onder andere het stadskantoor aan de Oostsingel (tegenwoordig appartementencomplex Domiville). Van 1988 tot 2001 was Blanken burgemeester van Ede. In 1997 realiseerde hij een niet onomstreden systeem van camerabewaking in het uitgaanscentrum van Ede.
In 2001 ging Willem Blanken met pensioen. Hierna was hij nog waarnemend burgemeester van Woudenberg. Zijn ambtsperiode duurde hier slechts een paar dagen. Na overleg met het gemeentebestuur bleek dat de verwachtingen over het waarnemerschap te ver uiteen lagen.

## Onderscheidingen
In 1994 ontving Blanken het Ridderkruis der Orde van Verdienste van de Republiek Polen. In november 2002 werd hij benoemd tot Honorary Officer van de Most Excellent Order of the British Empire (OBE). Aanleiding hiervoor waren zijn jaarlijkse bijdragen aan de herdenking van Operatie Market Garden in Ede. 